# Ахалкалакский муниципалитет

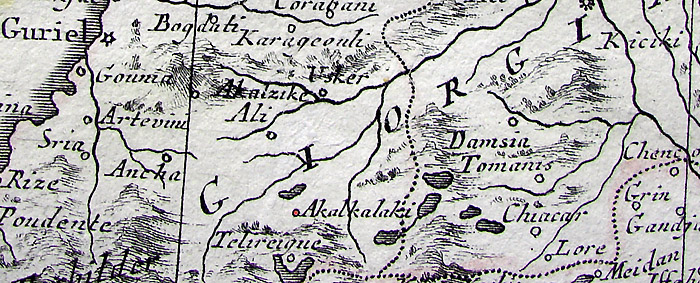
Фрагмент из карты Антонио Затта с изображением Ахалкалаки, Грузия. Опубликована в Венеции в 1784 году.

Ахалкалакский муниципалитет (груз. ახალქალაქის მუნიციპალიტეტი axalkalakis municipʼalitʼetʼi, з.-арм. Ախալքալաքի քաղաքապետութիւն) — муниципалитет в Грузии, входящий в состав края Самцхе-Джавахетия. Находится на юге Грузии, на территории исторической области Джавахетия. Административный центр — Ахалкалаки, район Ахалкалаки.

## История
До 1829 года территория муниципалитета входила в состав Османской империи. По Адрианопольскому миру перешла к Российской империи в составе Ахалцихского пашалыка.
В 1840 году образуется Ахалцихский уезд с центром в Ахалцихе в составе Грузино-Имеретинской губернии. В 1846 году эта губерния расформировывается, Ахалкалакский участок отделяется от Ахалцихского уезда и передается Александропольскому уезду, который по тому же положению включается в состав новообразованной Тифлисской губернии, Ахалцихский уезд без Ахалкалакского участка включается в состав Кутаисской губернии. В 1849 году Ахалкалакский участок был возвращен в состав Ахалцихского уезда (уже в составе Кутаисской губернии). В 1865 году Ахалцихский уезд включается в состав Тифлисской губернии. В 1874 из состава этого уезда выделяется Ахалкалакский уезд. Это положение сохраняется вплоть до 1918 года.
С мая 1918 года оказался в составе Грузинской демократической республики, но уже в июне был уступлен Турции по Батумскому договору. Осенью его территория была оккупирована турецкими войсками. В конце 1918 года турецкие войска покинули территорию муниципалитета.
По первому варианту советского административного деления (февраль 1921 года) территория продолжала входить в состав Ахалкалакского уезда (в составе сначала Грузинской советской республики, затем ССР Грузии). Ахалкалакский район был создан в 1929 году. В ноябре 1951 — апреле 1953 года входил в состав Тбилисской области, после чего его административный статус не менялся. 15 августа 1961 года к Ахалкалакскому району был присоединён Богдановский район, 23 декабря 1964 года Богдановский район был восстановлен.
В 2006 году Ахалкалакский район переименован в Ахалкалакский муниципалитет.

## Население
По состоянию на 1 января 2018 года численность населения муниципалитета составила 42 949 жителей, на 1 января 2014 года —  64,9 тыс. жителей.
Согласно переписи 2002 года население района (муниципалитета) составило 60 975 чел. По оценке на 1 января 2008 года — 62,3 тыс. человек.
| Армяне        | 57 516 | 94,30 %  |
| Грузины       | 3214   | 5,30 %   |
| Русские       | 157    | 0,30 %   |
| Греки         | 51     | 0,08 %   |
| Украинцы      | 14     | 0,02 %   |
| Осетины       | 10     | 0,02 %   |
| Азербайджанцы | 3      | 0,01 %   |
| Абхазы        | 3      | 0,00 %   |
| Всего         | 60 975 | 100,00 % |

| Армяне   | 41 870 | 92,90 %  |
| Грузины  | 3085   | 6,84 %   |
| Русские  | 54     | 0,12 %   |
| Греки    | 41     | 0,09 %   |
| Украинцы | 5      | 0,01 %   |
| Осетины  | 2      | 0,00 %   |
| другие   | 13     | 0,03 %   |
| всего    | 45 070 | 100,00 % |

В Ахалкалакском  муниципалитете есть 64 деревни, из которых 57 полностью армянские, 5 деревень (Гогашени, Апния, Котелиа, Птена и Чунчха) в основном населены грузинами. Деревни Баралети, Мурджахети, Оками, Хоспио и Азмана – армяно-грузинские. Город Ахалкалаки также населён армянами, а представители других наций составляют меньше 5-и процентов.
Ахалкалакский район по переписи 1939 г.
| Национальность / район (населенный пункт) | Численность | Численность   | Численность |
| Национальность / район (населенный пункт) | весь район  | г. Ахалкалаки | село        |
| Всего                                     | 64.655      | 5.331         | 59.324      |
| Армяне                                    | 54.081      | 4.666         | 49.415      |
| Грузины                                   | 4.857       | 337           | 4.520       |
| Азербайджанцы                             | 4.015       | 11            | 4.004       |
| Русские                                   | 1.102       | 245           | 857         |
| Курды                                     | 309         | 6             | 303         |
| Украинцы                                  | 173         | 24            | 149         |
| Греки                                     | 43          | 20            | 23          |
| Абхазы                                    | 13          | 2             | 11          |
| Евреи                                     | 12          | 3             | 9           |
| Казахи                                    | 11          | 0             | 11          |
| Осетины                                   | 10          | 4             | 6           |
| Белорусы                                  | 8           | 1             | 7           |
| Поляки                                    | 7           | 7             | 0           |
| Немцы                                     | 4           | 2             | 2           |
| Татары                                    | 3           | 0             | 3           |
| Ассирийцы                                 | 2           | 2             | 0           |
| Прочие народности Дагестана               | 1           | 0             | 1           |
| Молдаване                                 | 1           | 0             | 1           |
| Эстонцы                                   | 1           | 0             | 1           |
| Национальность не указана                 | 2           | 1             | 1           |

Источник: РГАЭ РФ (быв. ЦГАНХ СССР), фонд 1562, опись 336, Д.Д. 966-1001 ("Национальный состав населения по СССР, республикам, областям, районам"), Д.Д. 256-427 (табл. 26 "Национальный состав населения районов, районных центров, городов и крупных сельских населенных пунктов")

## Административное деление
Территория муниципалитета разделена на 22 сакребуло: 1 городское и 21 сельское (из них 15 общинных и 6 деревенских).

## Список населённых пунктов
В состав муниципалитета входят 65 населённых пунктов, в том числе 1 город:
- Азаврети[12]
  - Азаврети (груз. აზავრეთი), (арм. Ազավրեթ)
  - Бурнашети (груз. ბურნაშეთი) (арм. Բուռնաշեթ կամ Զրես)
  - Гадо (груз. ღადო), (арм. Ղադո/Ղադոլար[13])
  - Ломатурцхи (груз. ლომატურცხი), (арм. Լոմատուրցխ)
- Аластани
  - Аластани (груз. ალასტანი), (арм. Ալաստան)
  - Варевани (груз. ვარევანი), (арм. Վարևան)
  - Гокио (груз. გოკიო), (арм. Կոկիա)
- Арагва
  - Арагва (Арагова, Аракова[14]) (груз. არაგვა), (арм. Արագվա (Արագովա, Արակովա))
  - Корхи (груз. კორხი), (арм. Կորխ)
  - Мачатиа (груз. მაჭატია), (арм. Մաջադիա)
  - Орджа (груз. ორჯა), (арм. Օրջա)
  - Тотхами (груз. თოთხამი), (арм. Թոթխամ)
- Баралети
  - Баралети (груз. ბარალეთი), (арм. Բարալեթ)
  - Диди-Самсари (Большой Самсар) (груз. დიდი სამსარი), (арм. Մեծ Սամսար)
  - Ихтила (Эхтила) (груз. იხტილა), (арм. Էխթիլա)
  - Мерениа (груз. მერენია), (арм. Մերենիա)
  - Патара-Самсари (Маленький Самсар) (груз. პატარა სამსარი), (арм. Փոքր Սամսար)
- Вачиани
  - Вачиани (груз. ვაჩიანი), (арм. Վաչիան)
  - Мурджахети (груз. მურჯახეთი), (арм. Մուրջախեթ)
  - Чамдзврала (Чамдура) (груз. ჩამძვრალა), (арм. Չամդուրա ?)
- Гогашени[15]
  - Гогашени (груз. გოგაშენი), (арм. Գոգաշեն)
  - Апниа (груз. აფნია), (арм. Ափնիա)
- Дилиска
  - Дилиска (груз. დილისკა), (арм. Դիլիսկա)
- Закви
  - Закви (груз. ზაკვი), (арм. Զակ)
  - Балхо (груз. ბალხო), (арм. Բալխո)
  - Бугашени (груз. ბუღაშენი), (арм. Բուղաշեն)
  - Гомани (груз. გომანი), (арм. Գոման)
  - Олаверди (груз. ოლავერდი), (арм. Օլավերդ)
  - Тиркна (груз. თირკნა), (арм. Տրկնա)
- Картиками
  - Картиками (груз. კარტიკამი), (арм. Կարտիկամ)
  - Абули (груз. აბული), (арм. Աբուլ)
  - Бузавети (груз. ბუზავეთი), (арм. Բուզավեթ)
  - Гуликами (груз. გულიკამი), (арм. Կուլիկամ)
  - Тахча (груз. თახჩა), (арм. Թախչա)
  - Хульгумо (груз. ხულგუმო), (арм. Խուլգումո)
- Карцахи
  - Карцахи (груз. კარწახი), (арм. Կարզախ (Կարծախ))
  - Филиповка (груз. ფილიპოვკა), (арм. Ֆիլիպովկա)
- Котелиа
  - Котелиа (груз. კოთელია), (арм. Կոթելիա)
- Кочио
  - Кочио (Каджо) (груз. კოჭიო), (арм. Կաջո)
  - Агана (груз. აგანა), (арм. Ագանա)
  - Алатумани (груз. ალათუმანი), (арм. Ալաթուման)
  - Бежано (груз. ბეჟანო), (арм. Բեժանո)
  - Модега (груз. მოდეგა), (арм. Մոդեգամ)
  - Сирква (груз. სირქვა), (арм. Սիրիկվա)
- Кумурдо
  - Кумурдо (груз. კუმურდო), (арм. Գումբուրդո)
  - Кировакани (груз. კიროვაკანი), (арм. Կիրովական)
- Оками
  - Оками (Хоками) (груз. ოკამი), (арм. Հոկամ)
  - Азмана (груз. აზმანა)
  - Карцеби (груз. ქარცები), (арм. Քարսեպ)
- Птена
  - Птена (груз. პტენა), (арм. Պրտենա)
- Сулда
  - Сулда (груз. სულდა), (арм. Սուլդա)
  - Бозали (груз. ბოზალი), (арм. Բոզալ)
  - Дадеши (груз. დადეში), (арм. Դադեշ)
  - Мясникиани (груз. მიასნიკიანი), (арм. Մյասնիկյան)
- Турцхи
  - Турцхи (груз. ტურცხი), (арм. Տուրցխ)
- Чунчха
  - Чунчха (груз. ჩუნჩხა), (арм. Չունչխա)
- Хавети
  - Хавети (груз. ხავეთი), (арм. Խավեթ)
  - Дабниа (груз. დაბნია), (арм. Դավնիա)
  - Еринджа (Эринджа) (груз. ერინჯა), (арм. Էրինջա)
- Хандо
  - Хандо (груз. ხანდო), (арм. Խանդո)
- Хоспио
  - Хоспио (Хоспиа) (груз. ხოსპიო), (арм. Խոսպիա)
  - Бавра (груз. ბავრა), (арм. Բավրա)
  - Мартуни (груз. მარტუნი), (арм. Մարտունի)
  - Хорениа (груз. ხორენია), (арм. Խորենիա)
- Ахалкалаки (груз. ახალქალაქი), (арм. Ախալքալաք)

## Фотогалерея

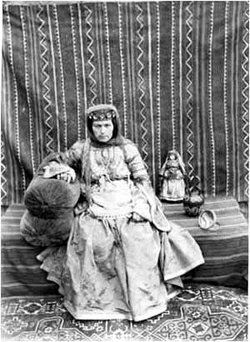
Армянка из Ахалкалака, XIX век. Фото Константина Заниса
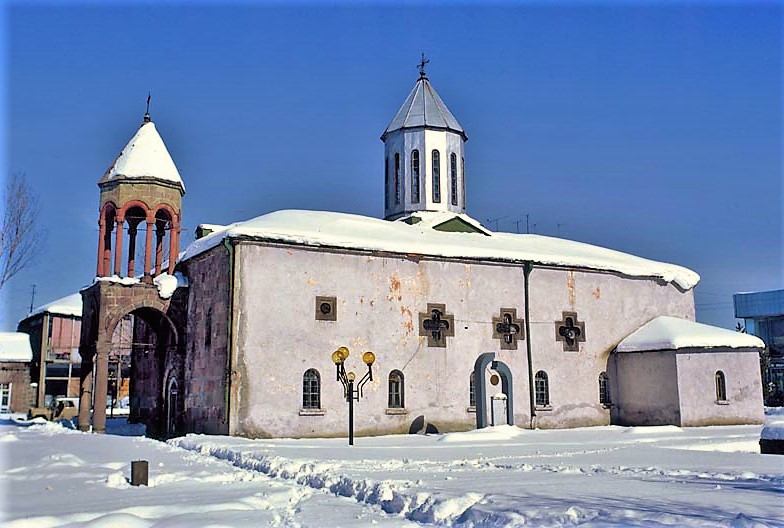
Армянская церковь Ахалкалаки
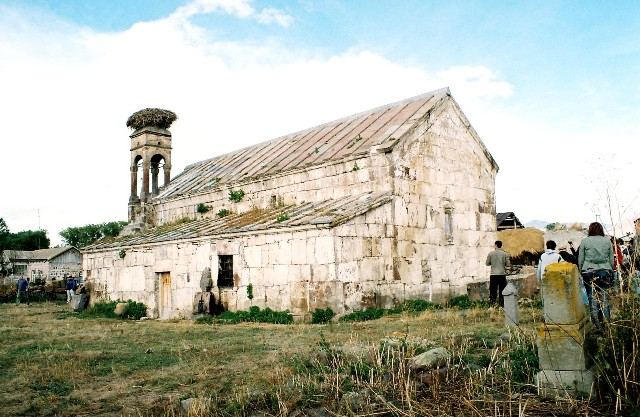
Грузинская церковь в селе Баралети, 12 век.
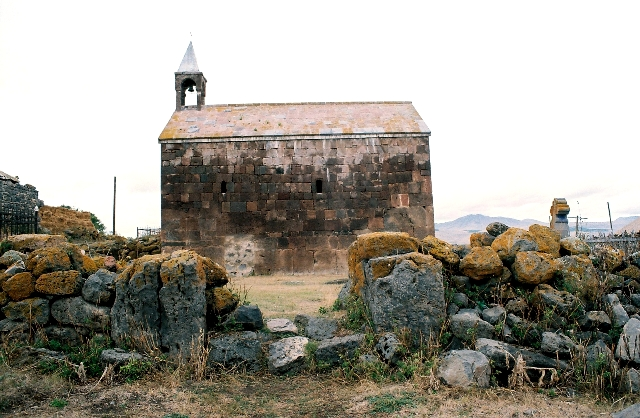
Грузинская церковь в селе Котелия.